# ویلم ون د ولده
ویلم ون دِ ولده (۱۶۱۱ – ۱۳ دسامبر ۱۶۹۳) نقاشی بود که به مناظر دریایی دوران طلایی هلند می‌پرداخت. او هنرمند رسمی ناوگان هلند، از زمان نبرد چهار روزه، ۱–۴ ژوئن ۱۶۶۶، و نبرد روز جیمز مقدس، ۲۵ ژوئیه ۱۶۶۶ بود.

## نگارخانه

شورای نبرد در دِ زون پرووینسین, ۱۶۶۶
سرسرا و عرشه, ۱۶۶۷, از موزهٔ دریایی سوئد
تسلیم شدن شاهزادهٔ سلطنتی'
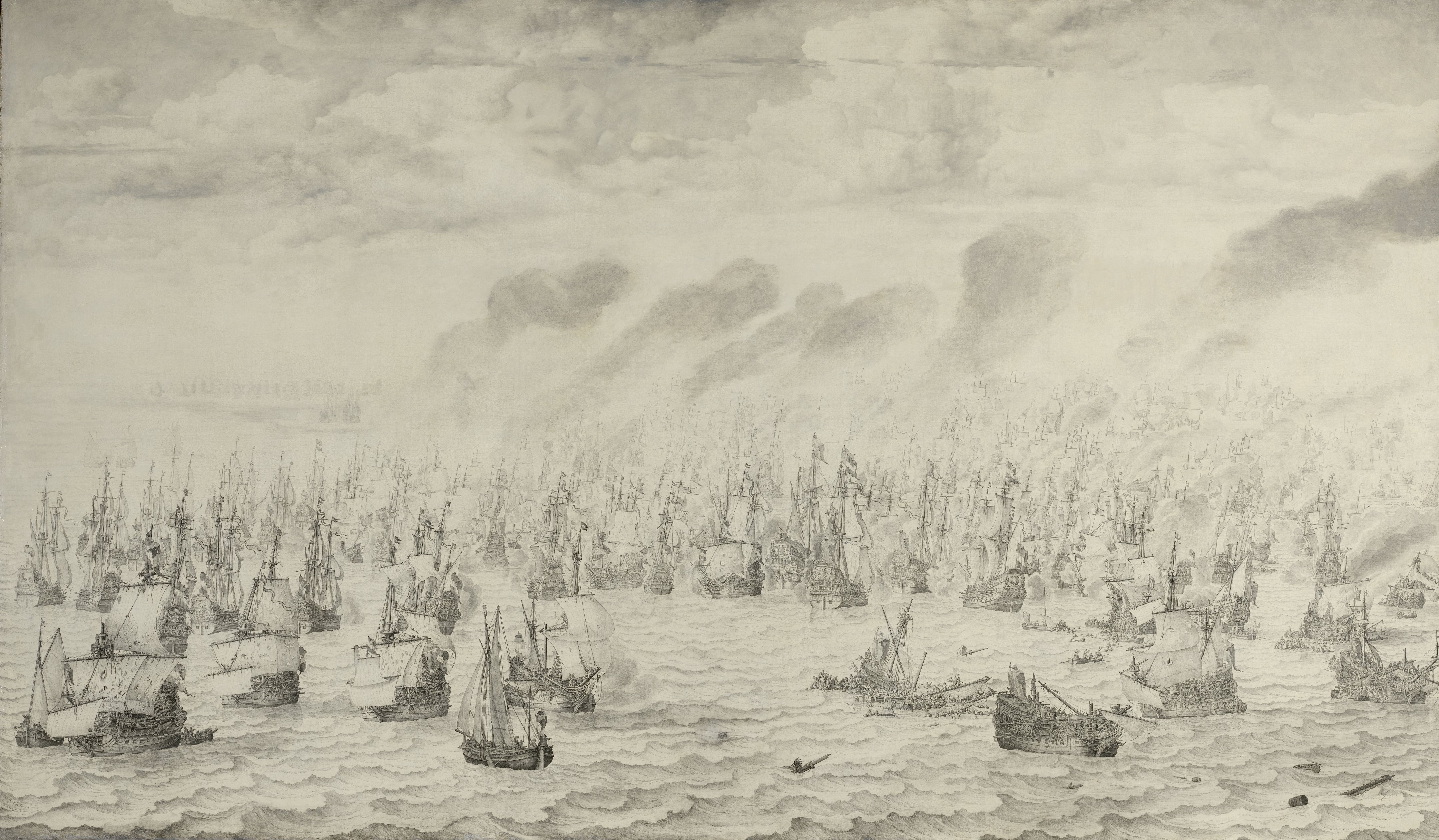
نبرد شونینگن (۱۶۵۷), یادبود نبرد شونینگن در ۱۰ اوت ۱۶۵۳
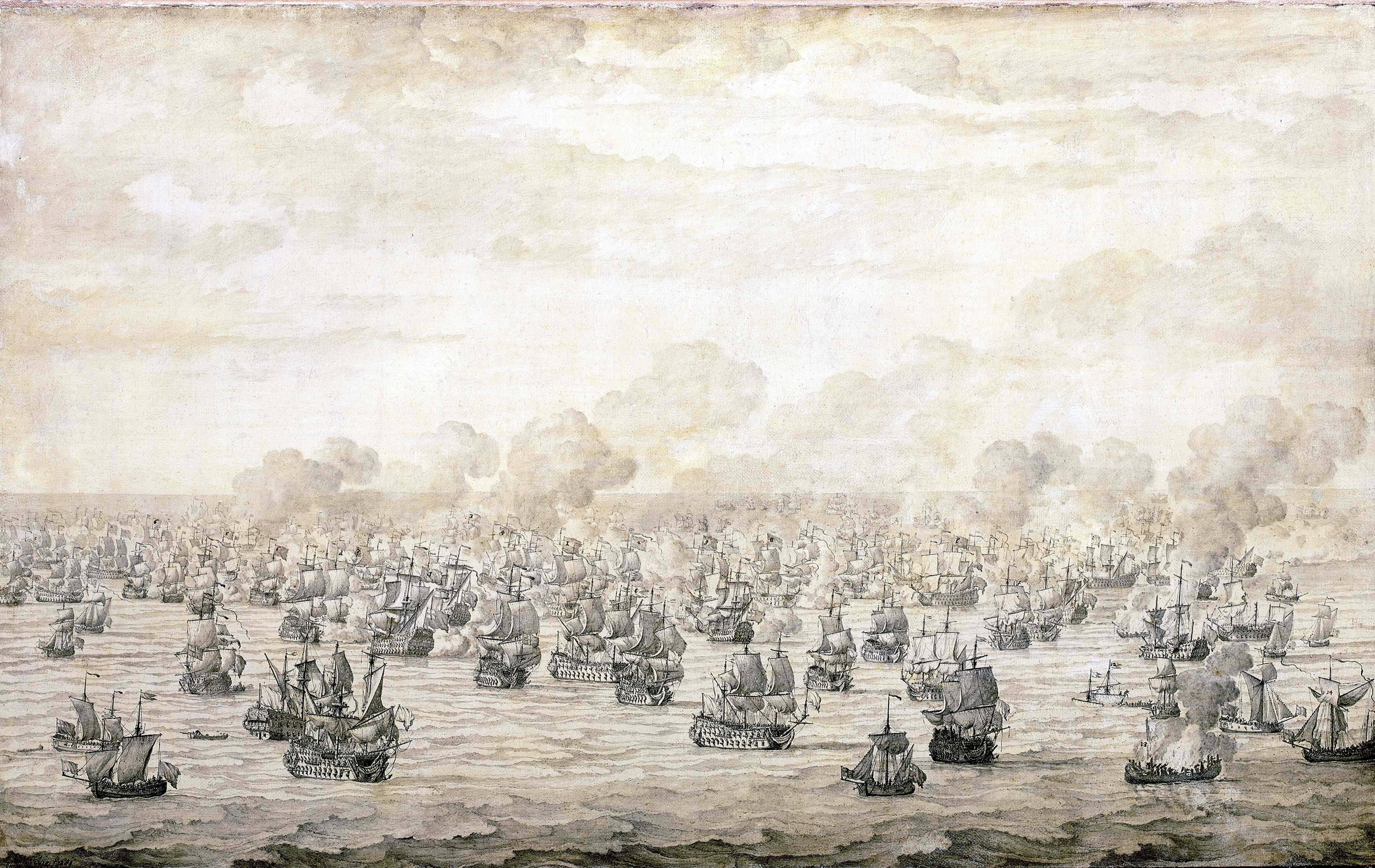
نبرد اسکونولد (۱۶۷۴), یادبود نبرد اسکونولد در ۷ ژوئن ۱۶۷۳